# Arthur Kreuzer
Arthur Kreuzer (* 26. September 1938 in Hamburg) ist ein deutscher Rechtswissenschaftler und Kriminologe. Er ist emeritierter Professor für Kriminologie, Jugendstrafrecht und Strafvollzug an der Justus-Liebig-Universität Gießen.

## Leben
Er studierte in Hamburg Rechtswissenschaften. 1962 legte er die Erste Juristische Staatsprüfung ab und promovierte 1965 mit der Dissertation „Ärztliche Hilfeleistungspflicht bei Unglücksfällen im Rahmen des § 330c StGB“. Kreuzer war nach seinem Jurastudium als Richter am Landgericht Hamburg und zugleich als Dozent an der Universität Hamburg tätig. Er forschte ab 1972 als Stipendiat der Deutschen Forschungsgemeinschaft zur Drogen-Kriminologie. Mit der Arbeit „Drogen und Delinquenz“ wurde er 1975 für Kriminologie und Strafrecht habilitiert und übernahm im selben Jahr die Vertretung des Lehrstuhls für Kriminologie in Hamburg. Nach einjähriger Lehrstuhlvertretung in Hamburg übernahm er 1976 die Professur für Kriminologie, Jugendstrafrecht und Strafvollzug an der Universität Gießen. Dort war er zugleich bis zu seiner Emeritierung 2006 Direktor des von ihm gegründeten Instituts für Kriminologie und Veranstalter des Gießener Kriminologischen Praktikerseminars. Rufe an die Universitäten in Trier und Heidelberg lehnte er ab. Er gründete die Hessische Regionalgruppe in der Deutschen Vereinigung für Jugendgerichte und Jugendgerichtshilfen sowie den Verein Criminalium.
Seine Lehrstuhl-Nachfolgerin in Gießen ist Britta Bannenberg.
Kreuzer ist verheiratet. Sein Sohn Anselm ist Musikwissenschaftler und Komponist von Film- und Fernsehmusik in Köln, seine Tochter Gundula Kreuzer ist Professorin für Musikwissenschaft an der Universität Yale in den USA.

## Lehre und Forschung
Kreuzer war einer der ersten kriminologischen Drogenforscher in Deutschland, insbesondere in den Jahren 1972 bis 1975 widmete er sich diesem Forschungsfeld. Er gilt als einer der Pioniere auf den Gebieten der Drogen-Kriminologie und der Kriminologie des Alters und Alterns.
Kreuzer wirkte in vielen kriminalpolitischen Beratungs- und Forschungsgremien wie etwa im Wissenschaftlichen Kuratorium der Deutschen Hauptstelle für Suchtfragen, im Hessischen Justizministerium, im Wissenschaftlichen Beirat des Kriminologischen Forschungsinstituts Niedersachsen, in der Deutschen Hochschule der Polizei, in der Anti-Gewalt-Kommission der Bundesregierung und zuletzt im Fachbeirat Vorbeugung des Weißen Rings sowie in mehreren Arbeitsgruppen des Hessischen Landespräventionsrats mit. Zahlreiche Forschungs- und Vortragsreisen führten ihn in viele Länder, u. a. in Zusammenarbeit mit dem Goethe-Institut und der Universität Wisconsin.
Kreuzer war Vorsitzender und ist heute Ehrenvorsitzender des Vereins Criminalium, dessen Aufgabe es ist, der Öffentlichkeit Wesen, Bedeutung und Geschichte von Strafrechtskultur nahezubringen.
Schwerpunkte im wissenschaftlichen Werk von Kreuzer sind das Arztstrafrecht, Grenzfragen von Verfassungs-, Strafverfahrens- und Strafvollzugsrecht, Jugendstrafrecht und Jugendkriminologie, kriminologische Dunkelfeld-, Drogen-, Alters- und Alternsforschung, empirische Strafverfahrens-, Institutionen- und Sanktionenforschung (insbesondere Polizei, Strafjustiz, Strafvollzug) sowie die Kriminalpolitik.
Über 600 wissenschaftliche Publikationen liegen von Kreuzer vor. Zudem hat er sich mit wissenschaftlichen Erkenntnissen, Kritik und Anregungen stets in die kriminalpolitische Debatte „eingemischt“, vor allem auch in vielen publizistischen Beiträgen.

## Ehrungen
- 1991 und 1996: Sicherheitspreis der Polizei-Führungsakademie Münster-Hiltrup
- 2003 Freundesgabe zum 65. Geburtstag „Kriminologische Spuren in Hessen“, Hrsg. E. Kube, H. Schneider, J. Stock
- 2004 Verleihung des Bundesverdienstkreuzes 1. Klasse
- 2005 Verleihung der Beccaria-Medaille in Gold durch die Neue Kriminologische Gesellschaft, jetzt Kriminologische Gesellschaft (KrimG) e.V.
- 2008 Festschrift zum 70. Geburtstag „Interdisziplinäre Kriminologie“, Hrsg. T. Görgen, K. Hoffmann-Holland, H. Schneider, J. Stock, 2 Bände
- 2018 Festschrift zum 80. Geburtstag „Mittler zwischen Recht und Wirklichkeit“, Hrsg. T. Bartsch, T. Görgen, K. Hoffmann-Holland, S. Kemme, J. Stock

## Schriften (Auswahl)
- Drogen und Delinquenz – eine jugendkriminologisch-empirische Untersuchung der Erscheinungsformen und Zusammenhänge, Wiesbaden: Akademische Verlagsgesellschaft, 1975 (zugleich Habilitationsschrift), ISBN 3-400-00293-3
- Jugend – Rauschdrogen – Kriminalität, 3., völlig neu bearb. Aufl., Neuwied; Darmstadt: Luchterhand, 1987, ISBN 3-472-52518-5 (1. Auflage als Jugend, Rauschdrogen, Kriminalität, 1978)
- Drogen – Kriminologie und Therapie, (mit Rolf Wille) Verlag Decker & C.F.Müller, Heidelberg 1988, ISBN 3822611875
- Alte Menschen als Täter und Opfer. Alterskriminologie und humane Kriminalpolitik gegenüber alten Menschen, (Hg. mit Michael Hürlimann), Lambertus Verlag, Freiburg im Breisgau 1992, ISBN 3-7841-0577-7
- Jugenddelinquenz in Ost und West, (Hg. mit Görgen / Krüger), Forum Verlag Godesberg, Bonn 1993, ISBN 978-3-927066-77-9
- Drogen und Polizei, (Hg. mit J. Stock), Forum Verlag Godesberg, Bonn 1996, ISBN 978-3927066908
- Handbuch des Betäubungsmittelstrafrechts, (Hg. mit Hans-Jörg Albrecht), Beck-Verlag, München 1998, ISBN 3-406-40688-2.
- Freiwilliger Polizeidienst in Hessen, (Hg. mit Schneider), Verlag für Polizeiwissenschaft, Frankfurt 2002, ISBN 978-3935979085
- Der Einfluss der Diamorphinbehandlung auf Kriminalität und Delinquenz Opiatabhängiger – Das bundesdeutsche Modellprojekt zur heroingestützten Behandlung Opiatabhängiger, (Hg. mit Löbmann u. a.), Nomos Verlag, Baden-Baden 2007, ISBN 978-3-8329-3109-4
- Das Verbrechen und Wir – Essays zur Einführung in Kriminologie und Kriminalpolitik, Verlag Mohr Siebeck, Tübingen 2014, ISBN 978-3-16-153524-6
- Kriminologen – Kriminalisten – Andere Kriminelle. Erlebtes und Erlesenes rund um Verbrechen und Strafjustiz. Eine Realsatire, Nomos Verlag Baden-Baden 2015, ISBN 978-3-8487-2176-4